# A.S. Handball Albatro Siracusa 2020-2021

## Stagione
L'Albatro Teamnetwork Siracusa nella stagione 2020-2021 torna a disputare dopo due anni il campionato di Serie A1.

## Rosa
| N° | Naz.                  | Ruolo | Sportivo              | Anno |  |  |
| -- | --------------------- | ----- | --------------------- | ---- |  |  |
| 12 | Italia (bandiera)     | P     | Gabriele Nobile       | 2001 |  |  |
| 16 | Argentina (bandiera)  | P     | Javier Grande         | 1982 |  |  |
| 17 | Italia (bandiera)     | P     | Gianmarco Fontana     | 2002 |  |  |
| 70 | Italia (bandiera)     | P     | Lorenzo Rubino        | 2003 |  |  |
| 4  | Argentina (bandiera)  | T     | Juan Pablo Cuello     | 1997 |  |  |
| 7  | Italia (bandiera)     | A     | Nicolò Argentino      | 2001 |  |  |
| 9  | Italia (bandiera)     | A     | Alessandro Bandiera   | 2005 |  |  |
| 10 | Argentina (bandiera)  | C     | Federico Vanoli       | 1995 |  |  |
| 11 | Italia (bandiera)     | A     | Andrea Calvo          | 1987 |  |  |
| 13 | Italia (bandiera)     | C     | Mattia Calvo          | 1990 |  |  |
| 14 | Argentina (bandiera)  | T     | Tomas Valentin Cañete | 1999 |  |  |
| 15 | Italia (bandiera)     | A     | Gianluca Vinci        | 1999 |  |  |
| 18 | Italia (bandiera)     | A     | Francesco Burgio      | 2005 |  |  |
| 21 | Italia (bandiera)     | A     | Matteo Pola           | 2001 |  |  |
| 22 | Italia (bandiera)     | PV    | Alessio Lo Bello      | 2000 |  |  |
| 23 | Argentina (bandiera)  | T     | Maximo Murga          | 1985 |  |  |
| 24 | Italia (bandiera)     | A     | Giuseppe Cuzzupè      | 2004 |  |  |
| 25 | Italia (bandiera)     | C     | Dario Quattrocchi     | 1992 |  |  |
| 30 | Italia (bandiera)     | A     | Gabriele Sortino      | 2003 |  |  |
| 32 | Montenegro (bandiera) | T     | Marko Bobičić         | 1992 |  |  |
| 34 | Italia (bandiera)     | PV    | Zoe Mizzoni           | 1994 |  |  |
| 77 | Italia (bandiera)     | T     | Matteo Mizzi          | 2004 |  |  |

- Allenatore: Giuseppe Vinci

## Mercato

### Sessione estiva
| Acquisti | Acquisti          | Acquisti       | Acquisti   | Acquisti |
| R.a      | Nome              | da             | Modalità   |          |
| -------- | ----------------- | -------------- | ---------- | -------- |
| PT       | Javier Grande     | Ferrara United | definitivo |          |
| AD       | Matteo Pola       | Fondi          | definitivo |          |
| TS       | Marko Bobičić     | Cologne        | definitivo |          |
| C        | Dario Quattrocchi | Haenna         | definitivo |          |

| Cessioni | Cessioni          | Cessioni | Cessioni   | Cessioni |
| R.       | Nome              | a        | Modalità   |          |
| -------- | ----------------- | -------- | ---------- | -------- |
| TS       | Fernando Marquez  | Leno     | prestito   |          |
| AD       | Nestor Pennacchio | Fondi    | definitivo |          |

### Sessione invernale
| Acquisti | Acquisti        | Acquisti      | Acquisti   | Acquisti |
| R.a      | Nome            | da            | Modalità   |          |
| -------- | --------------- | ------------- | ---------- | -------- |
| AD       | Martin Molineri | Vicente Lopez | definitivo |          |

| Cessioni | Cessioni | Cessioni | Cessioni | Cessioni |
| R.       | Nome     | a        | Modalità |          |
| -------- | -------- | -------- | -------- | -------- |